# Axiom Space Station
Axiom Station — майбутня комерційна космічна станція, яка проектується компанією Axiom Space.
У січні 2020 р Axiom Space домовилася з NASA, що модулі майбутньої комерційної станції будуть спочатку пристиковані до МКС, а після виведення МКС з експлуатації цей сегмент відстикуется і він послужить основною вже для нової станції. На першому етапі Thales Alenia Space сконструює два модуля — жилий і з'єднувальний з мікрометеоритним захистом.
Інтер'єр жилого модуля Axiom Space розробляв відомий французький дизайнер Філіп Старк.
Попередньо запуск перших комерційних модулів для МКС запланований на 2024 р. Повністю автономною станція Axiom Space повинна стати в 2028 р..
Компанія Space Entertainment Enterprise (SEE) планує побудувати спортивну арену й кіностудію до 2024 року в модулі на Axiom Space Station. Модуль отримає назву SEE-1  та буде використаний для зйомок фільмів, телепрограм, музичних й спортивних заходів.

## Стуктура станції
- AxH1 — Жилий модуль;
- AxH2 — Жилий модуль;
- AxEO — Модуль візуального спостереження Землі;
- AxPLM — Модуль корисного навантаження та логістики;
- EVA Airlock — Шлюз для ПКД;
- AxRMF — Модуль виробництва та досліджень;
- Axiom Two Ax N2 — Стикувальний вузол;
- AxPTM — Модуль терморегуляції та енергозабезпечення.

## Функціональне призначення
Станція буде спедіально обладнана для:
- наукових досліджень;
- космічного туризму;
- позакорабельної діяльності;
- тривалого проживання астронавтів.

## Транспортні можливості
Станція матиме можливість стикування кораблів:
- CST-100 Starliner від Boeing;
- Dragon 2 від SpaceX[5].;
- Перспективні пілотовані/транспортні космічні кораблі з стикувальним вузлом типу IDA.